# Augustus Prevost
Augustus Prevost (1837-1913) fue gobernador del Banco de Inglaterra entre 1901 y 1903.

## Biografía
Fue hijo del banquero ginebrino George Prevost.
Fue director del Banco de Inglaterra desde 1881 y gobernador desde 1901 hasta 1903. Fue también consejero de la Royal Exchange Assurance Corporation. Fue nombrado barón por sus servicios como jefe del Banco de Inglaterra durante la Guerra de los Bóeres.